# Barrière Foss

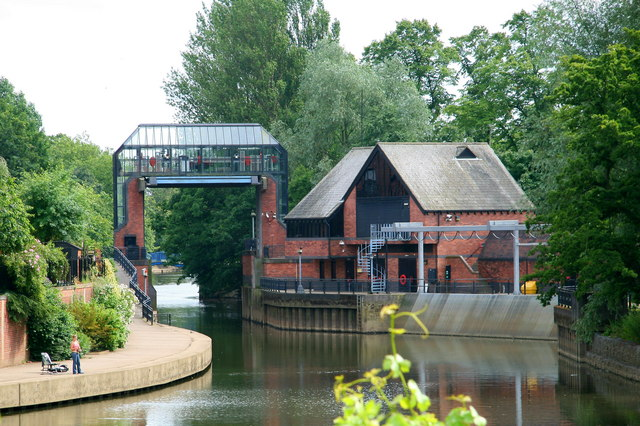
La barrière en position ouverte.

La barrière Foss (Foss Barrier) est un barrière contre les inondations située à York, sur la rivière Foss, quelques mètres en amont de sa confluence avec l'Ouse.

## Description
La barrière est construite en réaction aux inondations qui touchent la ville en janvier 1982 et durant lesquels l'eau en crue de l'Ouse remontant le cours de la Foss provoque des inondations dans la partie Est d'York. L'étude de faisabilité commence dès 1983 et en 1986, une Loi du Parlement entérine le projet dont la construction commence en novembre de la même année. La barrière est finalement ouverte en février 1989 avant d'être utilisée pour la première fois le 24 mars de la même année. 
La construction de la barrière est effective en 1987 et consiste en une porte coulissante maintenue en position haute en temps normal et qui est redescendue lorsque le niveau de l'Ouse dépasse les 7,8 mètres. Une fois la porte descendue, l'eau de la Foss est transférée dans l'Ouse par 8 pompes capables de transférer 30 tonnes d'eau par seconde. Ce transfert d'eau combiné à la présence de la porte empêchant le reflux permet de maintenir le niveau de la Foss à 6,5 mètres et de prévenir les inondations de ce cours d'eau. 
En 2005, la porte avait été utilisée à 83 reprises depuis son ouverture, pour des durées allant de 21 heures en 2005, à 18 jours durant les inondations ayant touché l'Europe à l'automne 2000 (en). 
En décembre 2015, durant les inondations ayant touché le Nord de l'Angleterre, alors que le niveau de l'Ouse était au-dessus du seuil d'alerte, la porte a été relevée en raison d'inquiétudes concernant le fonctionnement des pompes. En raison d'infiltrations au niveau de ces pompes et des risques de les voir s'arrêter, la décision a été prise de relever la porte afin d'arrêter les pompes le temps d'effectuer les opérations nécessaires et de laisser l'eau suivre son cours normal, malgré l'inévitable remontée de l'eau induite dans la Foss. Avec l'assistance d'un hélicoptère chinook ayant apporté les éléments nécessaires à une alimentation électrique sécurisée, les pompes ont pu être remises en service et la porte redescendue,. 